# Perissus nilgiriensis
Perissus nilgiriensis là một loài bọ cánh cứng trong họ Cerambycidae.